# Habarovszki járás
A Habarovszki járás (oroszul Хабаровский район) Oroszország egyik járása a Habarovszki határterületen. Székhelye Habarovszk.

## Népesség
- 1989-ben 85 218 lakosa volt.
- 2002-ben 90 179 lakosa volt.
- 2010-ben 85 383 lakosa volt.